# Murexia longicaudata
Murexia longicaudata är ett däggdjur i familjen rovpungdjur som förekommer på Nya Guinea och mindre öar i samma region.

## Beskrivning
Arten når en kroppslängd mellan 10 och 28 cm och därtill kommer en 14 till 28 cm lång svans. Hannar blir med en vikt upp till 430 g mycket tyngre än honor som bara når upp till 90 g. Pälsen är på ovansidan gråbrun och på buken vitaktig. Med undantag av några längre hår vid svansspetsen är svansen glest täckt med hår.
Murexia longicaudata vistas främst i skogar på höjder upp till 2 200 meter över havet. Den bygger sitt bo av löv högt upp i trädets krona men den har även gömställen på marken. Honan kan para sig hela året och den föder upp till fyra ungar per kull.
Artens bestånd är inte hotad och den listas av IUCN som livskraftig (least concern).
Tidigare listades en art till i samma släkte men den flyttades till ett eget släkte, Paramurexia rothschildi.